# ビラーベック
ビラーベック (ドイツ語: Billerbeck、低地ドイツ語: Billerbiek) は、ドイツ連邦共和国ノルトライン＝ヴェストファーレン州ミュンスター行政管区のコースフェルト郡に属す市である。ビラーベックは州認定の保養地である。

## 地理

### 隣接する市町村
ビラーベックは、北から時計回りに、ローゼンダール、ラール、アルテンベルゲ、ハーヴィクスベック、ノットゥルン、コースフェルトと境を接する。

### 市の構成
| - シュタット・ビラーベック - キルヒシュピール・ビラーベック（1969年まで自治体） - ベールラーゲ（1969年まで自治体） |

## 歴史
聖リウドガーは809年3月26日にビラーベック近郊で亡くなった。1234年頃にヨハニス教会が建設された。ミュンスター司教オットー3世フォン・リートベルクにより、1302年2月18日にビラーベックに都市権が与えられた。再洗礼派が1548年に街に火を放ち、1589年にはロヘムから約500人のオランダ人兵士がこの街を襲撃した。1802年から1815年までビラーベックはフランス帝国に属し、1815年にプロイセン領となった。ダンプフモルケライ・ビラーベック（当時ヴェストファーレン最大の乳製品工場）が1884年に設立された。1891年に市庁舎が建設され、1892年から1898年に聖ルドゲルス首席司祭教会が建立された。第二次世界大戦末期の1945年3月30日にアメリカ軍がこの街を占領した。野外劇場は1950年に開設された。

### 市町村合併
1969年7月1日に農業集落のアルシュテッテ、ボッケルスドルフ、ボムベック、デルホルト、ガントヴェーク、ゲルレーフェ、ハーメルン、ルートゥム、オストヘレン、オストヘレンメルク、ヴェストヘレン（いずれも旧キルヒシュピール・ビラーベック）、アウレンドルフ、エスキング、ランゲンホルスト、テンミング（いずれもベールラーゲ）が合併した。

## 住民

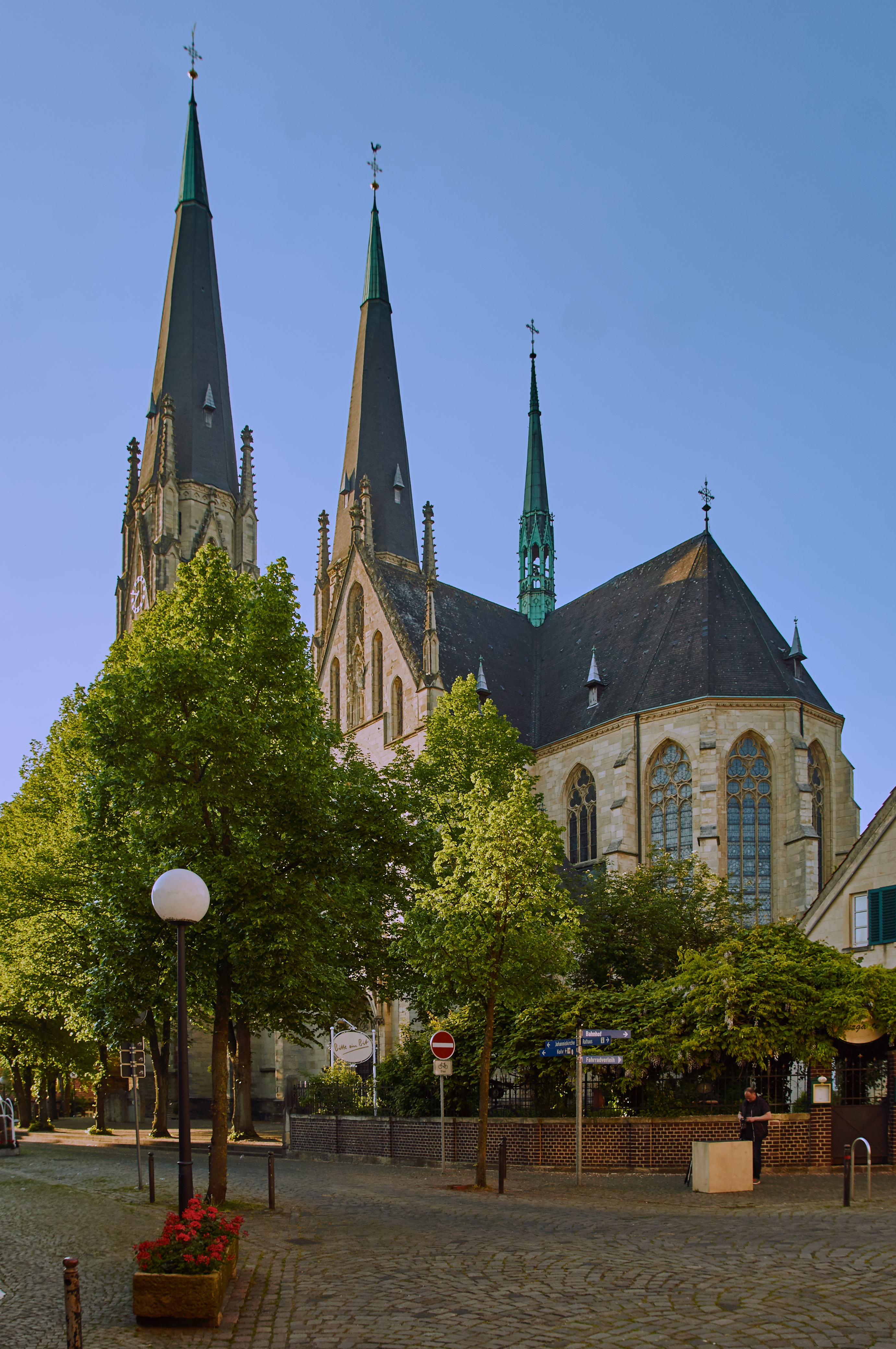
聖ルドゲルス聖堂

### 宗教
ビラーベックは巡礼地である。初代ミュンスター司教で後に列聖されたリウドガーはビラーベックで崇拝されている。聖リウドガーは809年3月26日にビラーベックで亡くなった。
ビラーベックにはカトリックと福音主義の教会組織が1つずつ存在する。
聖ヨハニス教区教会/聖ルドゲルス首席司祭教会ビラーベックのルーツは8世紀の聖ルドゲルス（リウドガー）の活動以前にまで遡る。ネオゴシック様式のルドゲルス聖堂（1892年-1898年）も後期ロマネスク様式のヨハニス教会（洗礼者聖ヨハネ教会）もどちらも見応えがある。
ゲルレフェのベネディクト会聖ヨーゼフ修道院もビラーベック市の範囲を遙かに超える重要性を持っている。この修道院はボイローン会衆に属している。2020年からアンドレアス・ヴェルナーが修道院長として修道院のトップにある。この修道院は、保養施設、青年教育施設、書店を有している。
ビラーベックの福音主義教会センター「善き羊飼い」は、1974年に完成した。この施設には付属の教区センターが併設されている。この教会センターは、ルター派世界連盟によって建設された、オットー・バルトニングによる大部分が木造だった仮設教会の旧ディアスポラ礼拝堂に代わるものである。
ロルプ方面へ向かう街の出口にビラーベック・ユダヤ人墓地がある。ビラーベックのかつてのユダヤ人家族の祈祷室が、ミュンスター通り2番地に記念施設として設けられた。

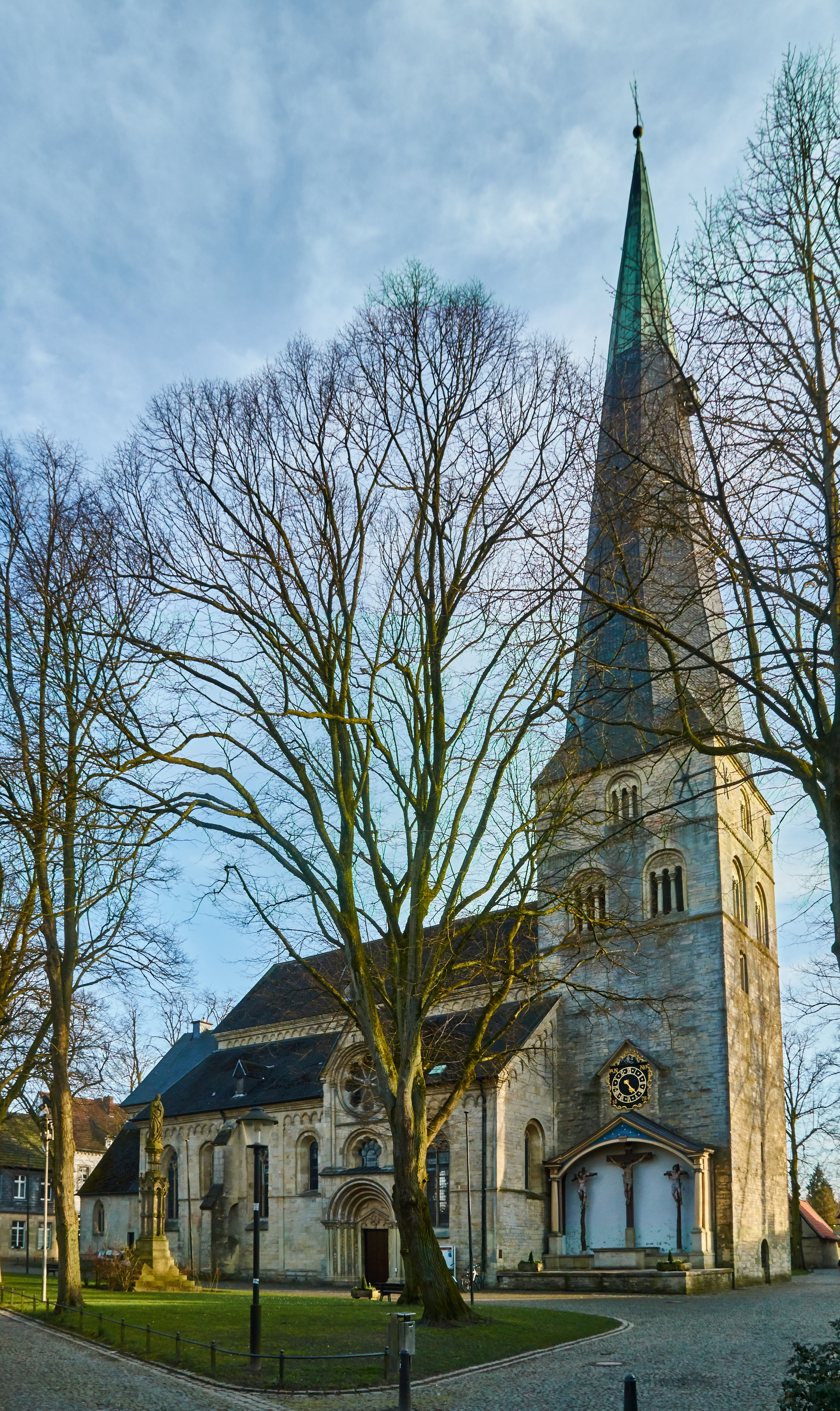
聖ヨハニス教会
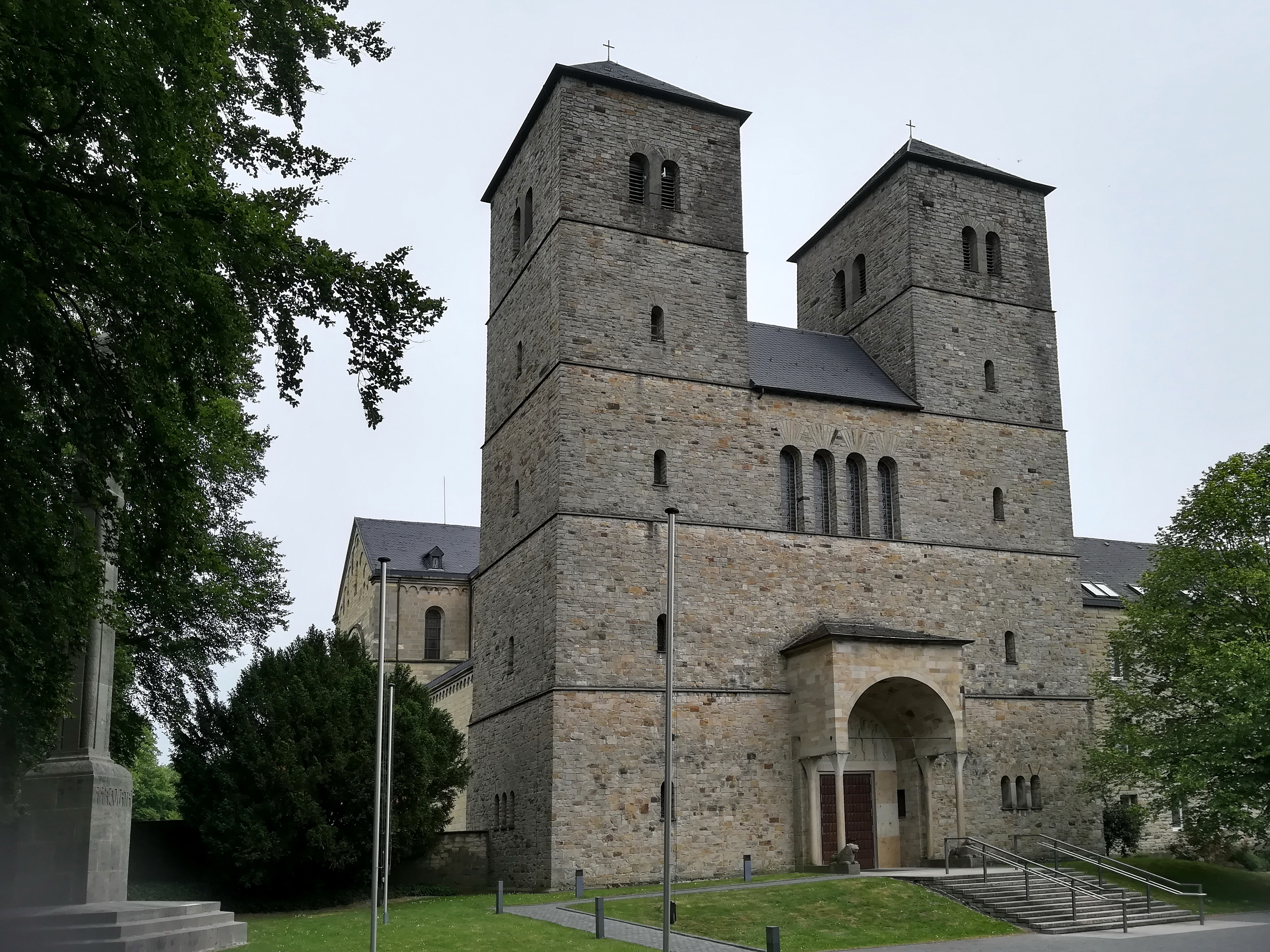
ゲルレフェ修道院教会

## 行政

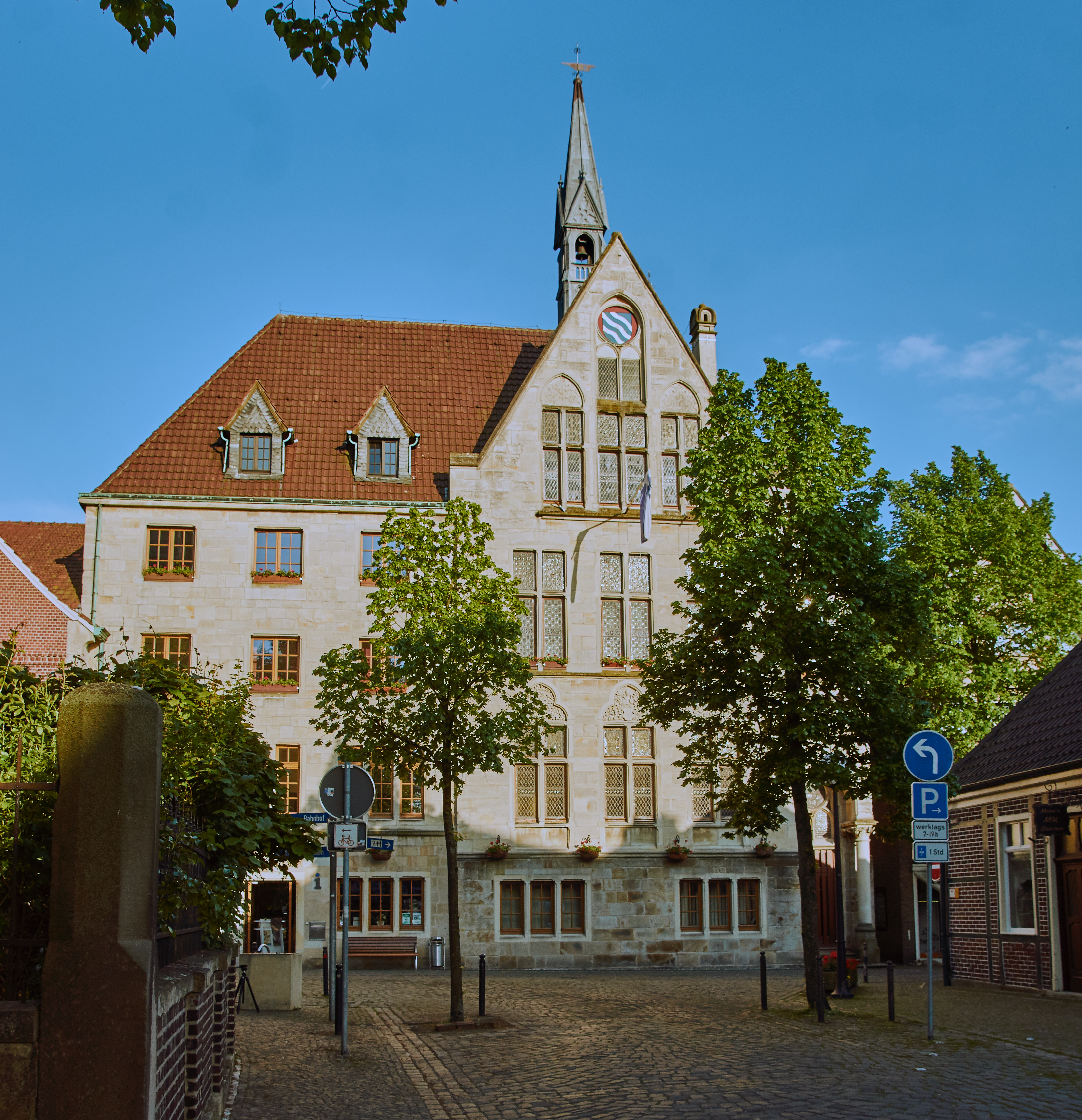
ビラーベック市庁舎

### 議会
ビラーベックの市議会は、26議席からなる。

### 首長
ビラーベックの市長は、2004年からマリオン・ディルク（無所属）が務めている。彼女はこの街の歴史上初めての女性首長である。彼女の前任者はハラルト・コッホで、1999年から2004年まで市長を務めた。

### 紋章、幟、旗
この街は、1970年11月11日にミュンスター行政管区長官から紋章、旗、幟を使用する権利を認可された。

#### 紋章
図柄: 青地に3本の銀色の斜め波帯。

ビラーベック市の旗

この街の紋章は、司教領アムト・ビラーベックの管理者で都市判事でもあった人物に由来する。これは「地口の紋章」であり、青地の盾に左向き（向かって右向き）に流れる3本の銀の川が描かれている（beck = Bach = 小川）。これは同じく司教領の荘園から発展した都市ベックムのものと似ている。3本の川は、おそらく、市内を流れるベルケル川、ハウリングバッハ川、リリエンベック川を表していると考えられる。奇妙なことに、19世紀末から市庁舎の窓の上に掲げられている砂岩の紋章では、川は左上から右下ではなく、右上から左下に流れている。ビラーベッカー市立貯蓄銀行（現在はヴェストミュンスターラント貯蓄銀行の支店）の後光が射す聖リウドガーの顔が描かれた紋章も同じ向きの流れである。

#### 幟と旗
幟: 長辺と平行に、幅1:3:1で青-白-青に分割。中央上半分に市の紋章。
旗: 長辺と平行に、幅1:3:1で青-白-青に分割。中央に市の紋章。

### 姉妹都市
ビラーベックは以下の都市と姉妹都市関係にある。
- エングルウッド（英語版）（USA、オハイオ州）1983年
- Iecava（ラトビア）2017年
- エルカンエム＝リス（フランス語版、英語版）（フランス、ノール県）2017年
- マリン（ウクライナ語版、英語版）（ウクライナ、ジトーミル州）2023年

#### 旧姉妹都市
- ロヘム（オランダ語版、英語版）（オランダ、ヘルダーラント州）1966年-1994年[7]

## 文化と見どころ

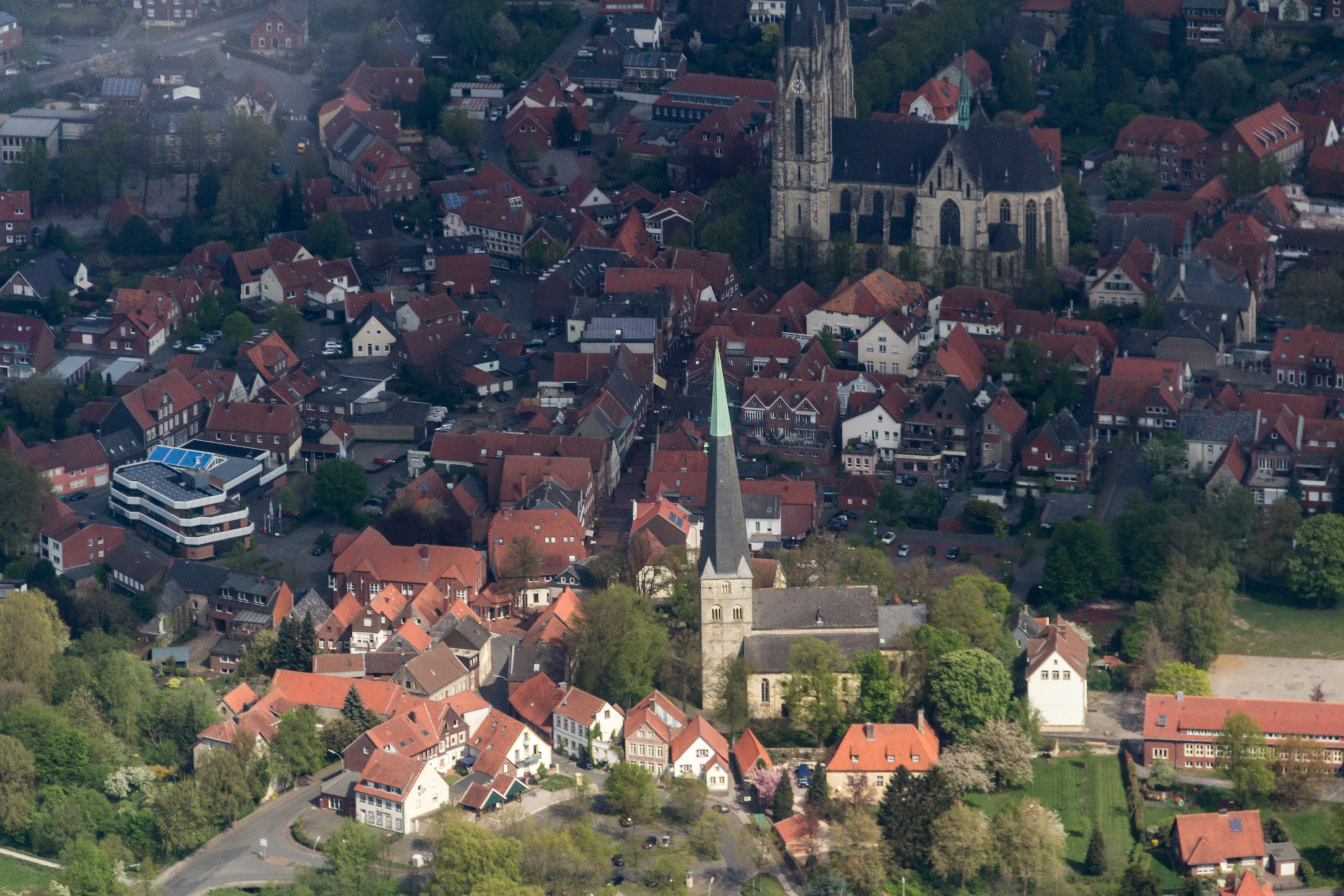
ルドゲルス聖堂（奥）とヨハニス教会（手前）。ヨハニス教会の周囲を小さな建物が密集して囲んでいる。

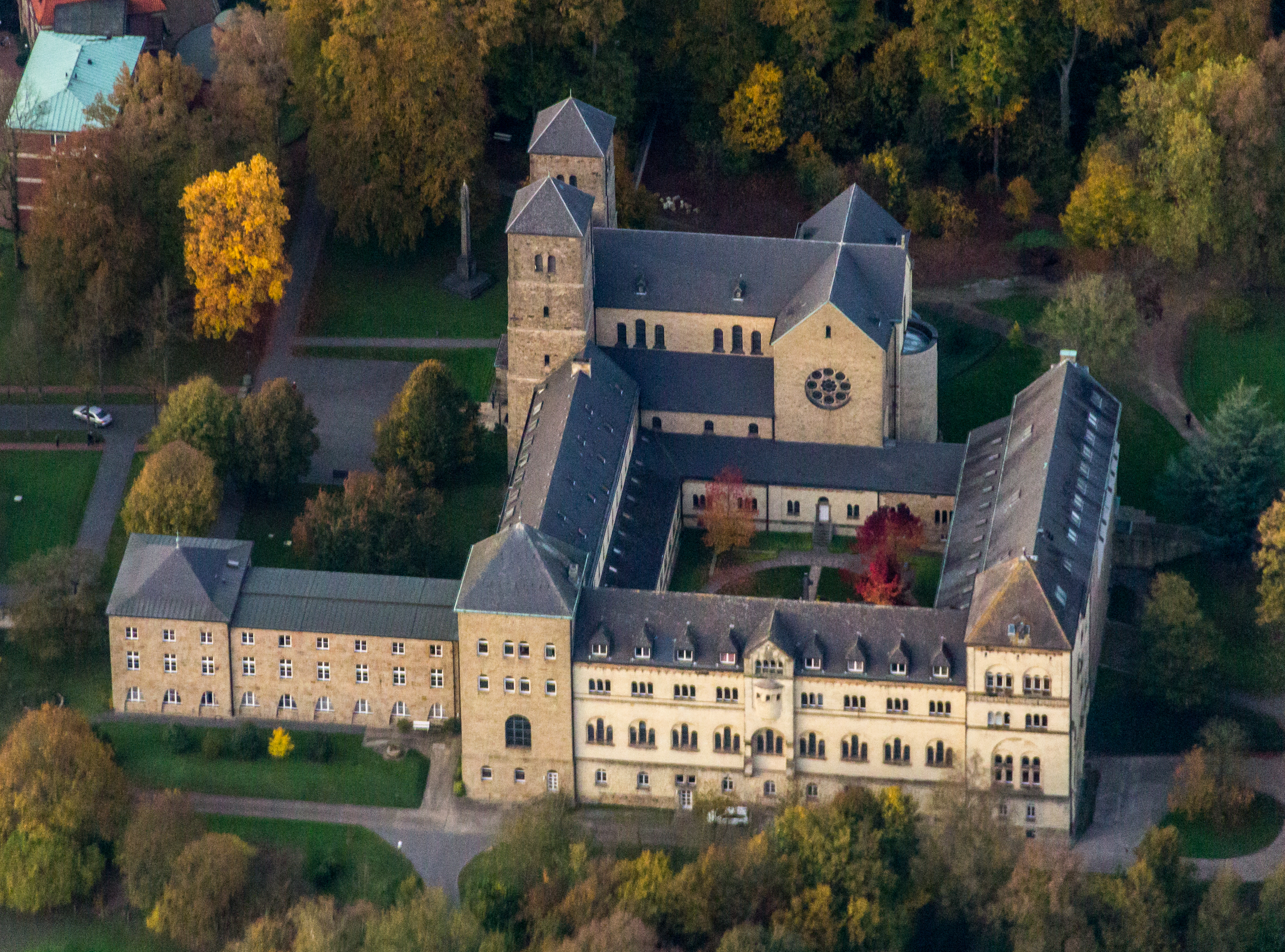
ゲルレフェ修道院全景

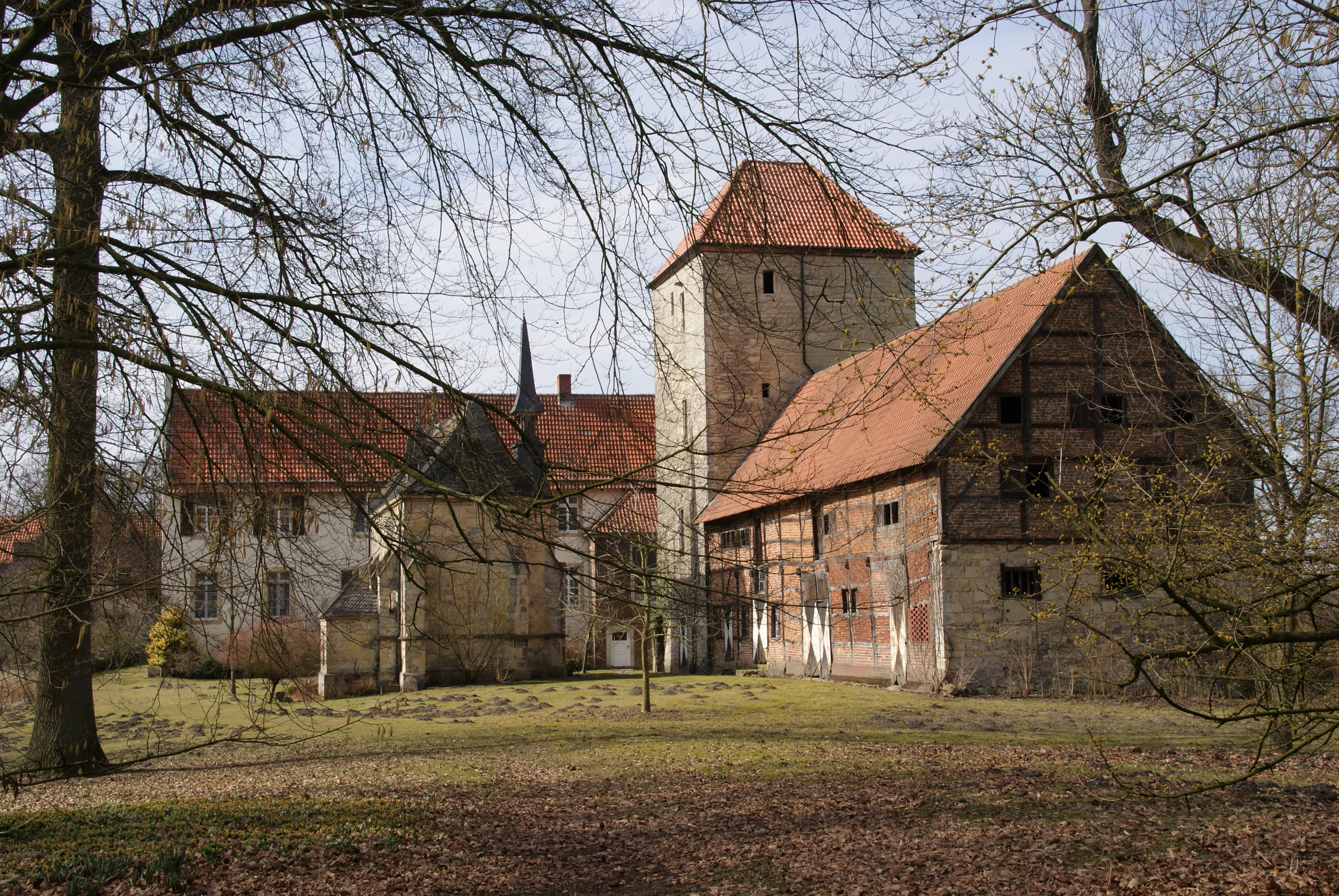
ハメーレン館

### 建築

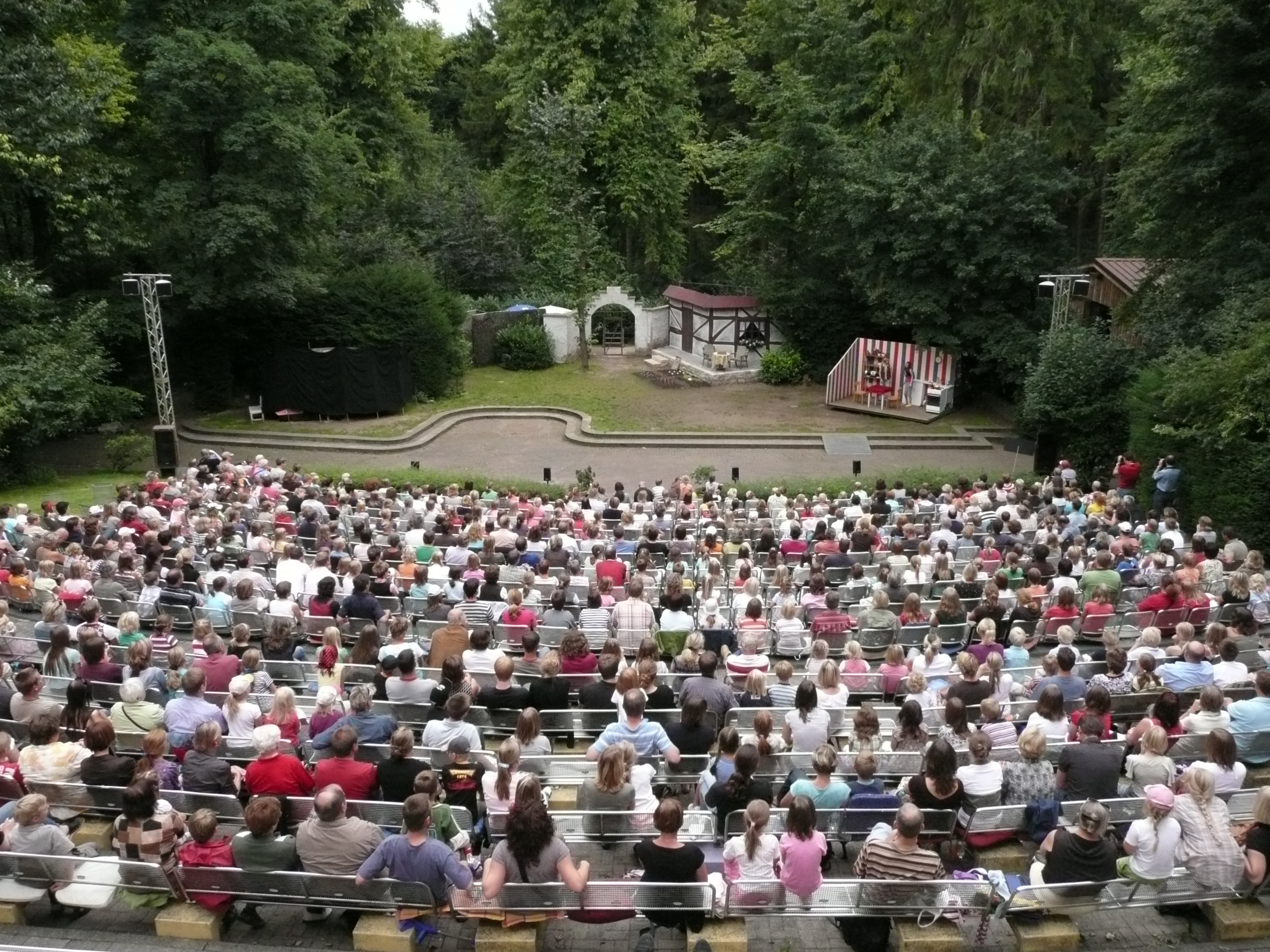
ビラーベック野外劇場。2008年「Die Wilden Hühner」上演時。

- 聖ルドゲルス首席司祭教会（ルドゲルス聖堂）
- カトリックの洗礼者聖ヨハネ教会（ヨハニス教会）
- 市庁舎、マルクト1番地。ネオゴシック様式、砂岩の角石で化粧が施されたこの建物は、1891年にヒルガー・ヘルテルによって建設され、1948年/49年に拡張された。
- リヒトホーフ（封建裁判機能を有する荘園管理棟）
- 首席助祭館（ダルフェルトおよびホルトハウゼンを担当する）ヨハニス教会広場11番地。このL字型の建物の最も古い部分は1500年頃に建設された塔状の石造建築であった[8]。これが1679年頃に新しい建物の中に組み込まれた。
- ビラーベックの内市街には、現在も多くの歴史的住居建築が存在する。特に古いのがミュスター通りとヨハニス教会広場沿いである。最も重要な世俗建築がベッケバンス館と呼ばれるミュンスター通り6番地の建物で、1570年頃に建設され、1972年から大規模な修復がなされた[9]。この建物は、貝殻をモチーフにした装飾が施された3段の階段破風（ドイツ語版、英語版）が特徴である。隣接する4番地と8番地の建物もやはり同じ時代の建物である。前者は階段破風を有する平屋の建物であり、8番地の建物は19世紀に建て直されたものである。ミュンスター通り16番地の建物（おそらく16世紀後期）の内部には、渦巻き状の装飾や金属飾りが施された1693年製の暖炉がある[10]。ミュンスター通り25番地には、16世紀に建てられた裏の建物だけが遺されており、表側の建物は遺されていない[11]。
- 聖ヨハニス教会周辺には、素朴な木組み建築が密集した教会広場建築群を形成している。最も古い建物は、その中核部は中世後期に建設されたが、何度も改築がなされている。ヨハニス教会広場2番地の建物は年輪年代測定法により1513年建造とされる。ハウスナンバー6-7の倉庫は、1492年に中核部が造られ、1616年に拡張された。
- ゲルレフェ修道院
- ハメーレン館
- ルンデ館
- ルドゲルスの泉
- アウレンドルフ・マリエン礼拝堂
- 福音主義教会センター「善き羊飼い」（1974年までは仮設教会）
- 文化センター旧農業学校
- 修道院礼拝堂を含むルドゲルス修道院

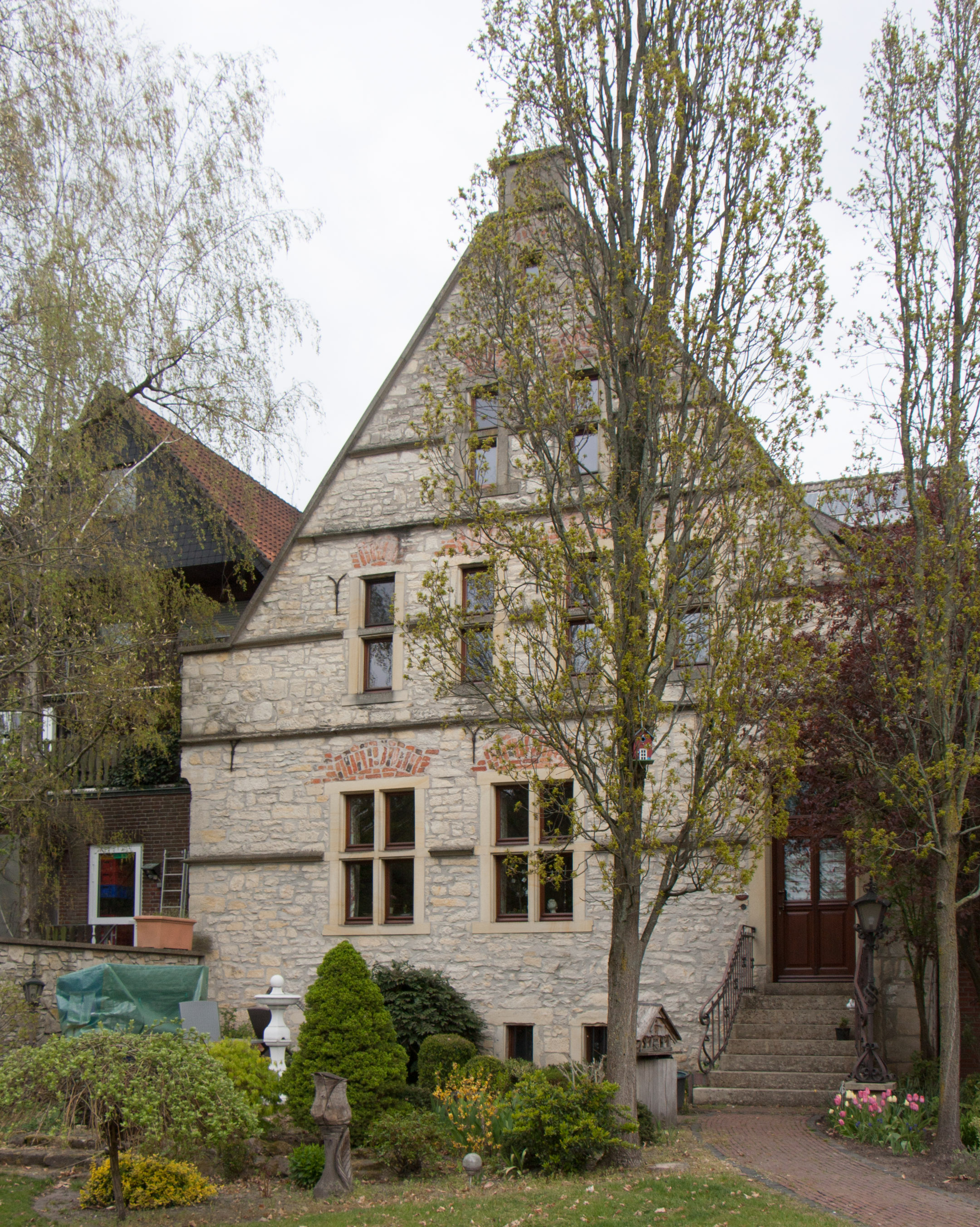
ミュンスター通り25番地
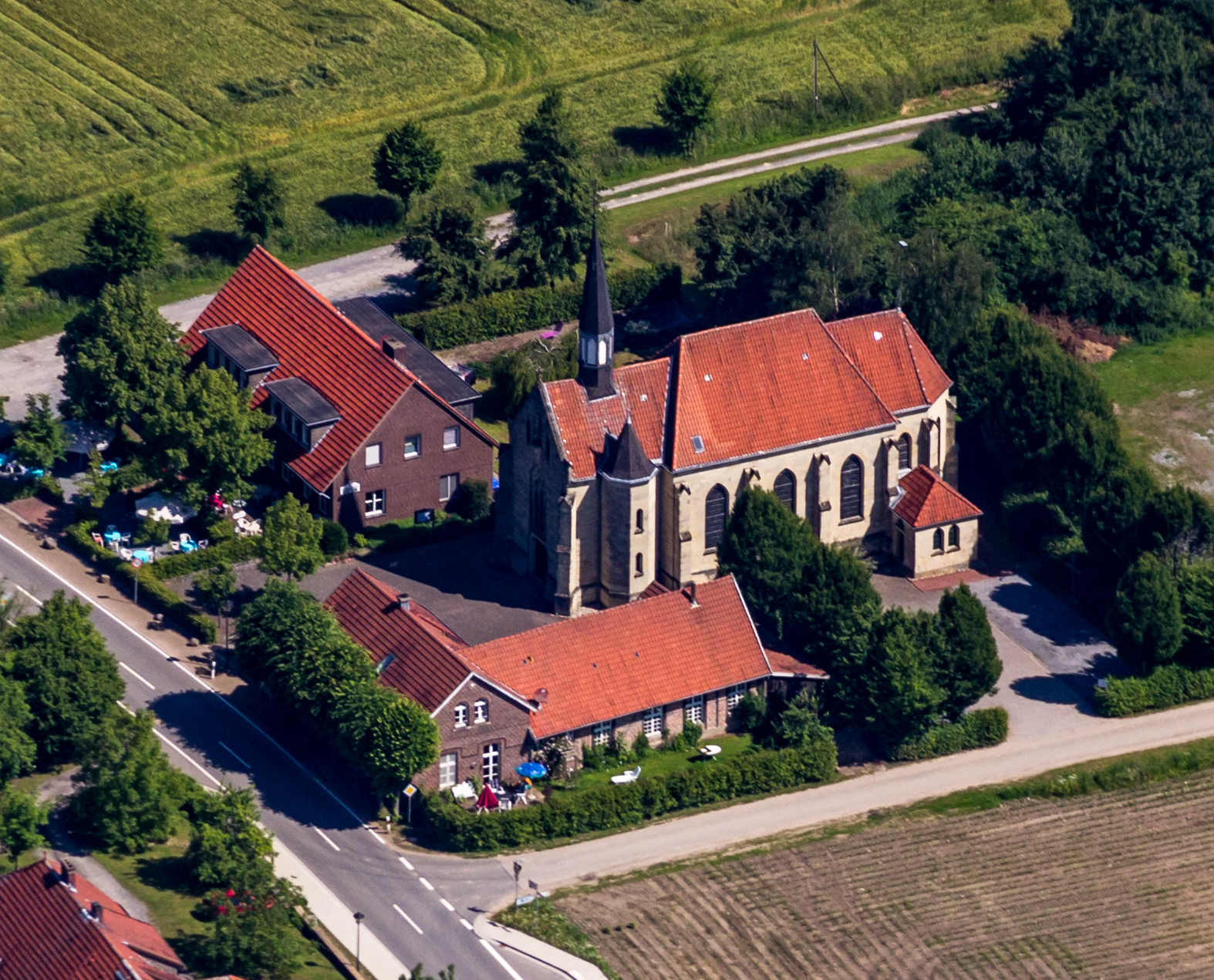
アウレンドルフ・マリエン礼拝堂
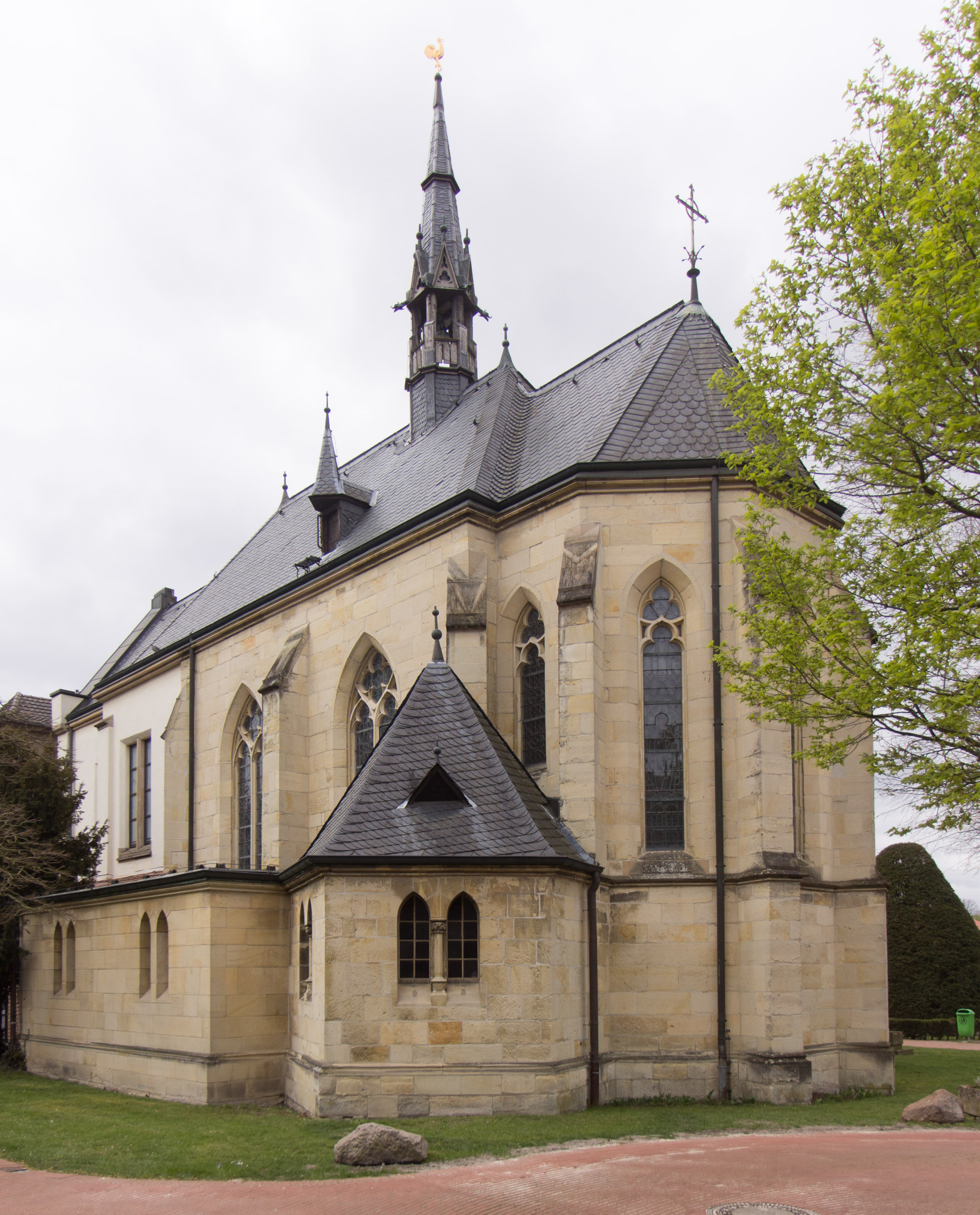
ルドゲルス修道院礼拝堂

### 演劇
1950年にビラーベックの住民であるアレックス・ヘッセルマンとベルンハルト・エングバースがビラーベック野外劇場を創設した。コースフェルト野外劇場にも勤めた指導者シュテファン・リューターがここで活動した。毎年夏に広い自然劇場で子供向け、大人向けの作品が上演され、多くの客演劇団が登場する。毎年冬には子供劇と大人向けのスタジオ作品が上演される。

### スケートボード場
かつては雨水調整池であったヘルカー・ベルクのスケートボード場は、ミュンスターラント最大級の施設の1つであり、この街のスポーツ・レジャーの中心地となっている。

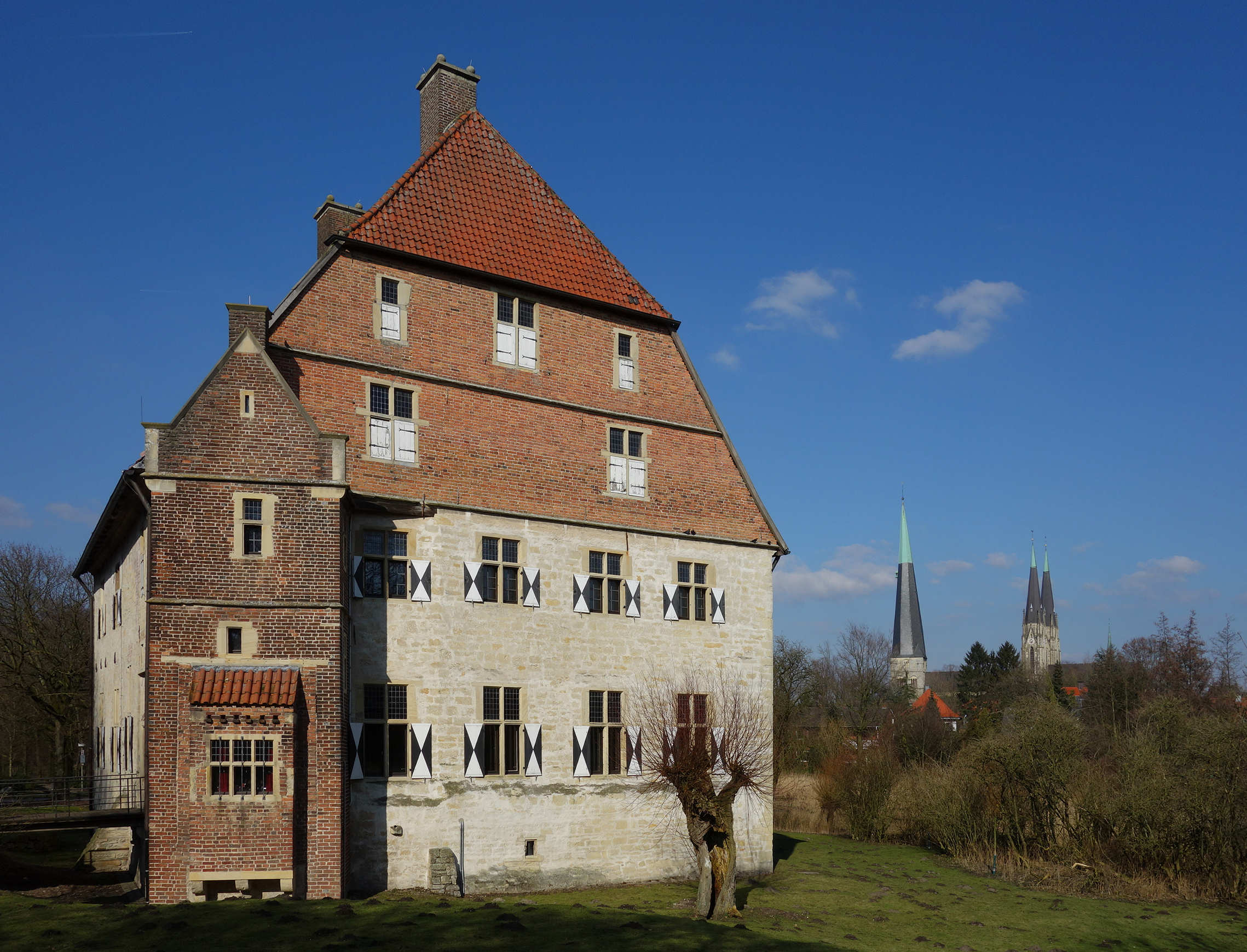
コルヴェンブルク

### 博物館
コルヴェンブルクは、15世紀から16世紀の建築部分からなる。不均一な寄棟屋根を戴くこの領主館は、ミュンスターラントの下級貴族の典型的な居館である。現在はここにコースフェルト郡の文化センターが入居しており、入れ替え展示がなされている。

### 公園
- バーケル＝アウエン。バーケル川（ドイツ語版、英語版）の水源池、旧プール施設、水中歩行用水槽がある。
- ヘルカー・ベルクのレジャー・スポーツセンター
- バウムベルゲ祝祭パーク（一部はノットゥルン町内）

## 経済と社会資本

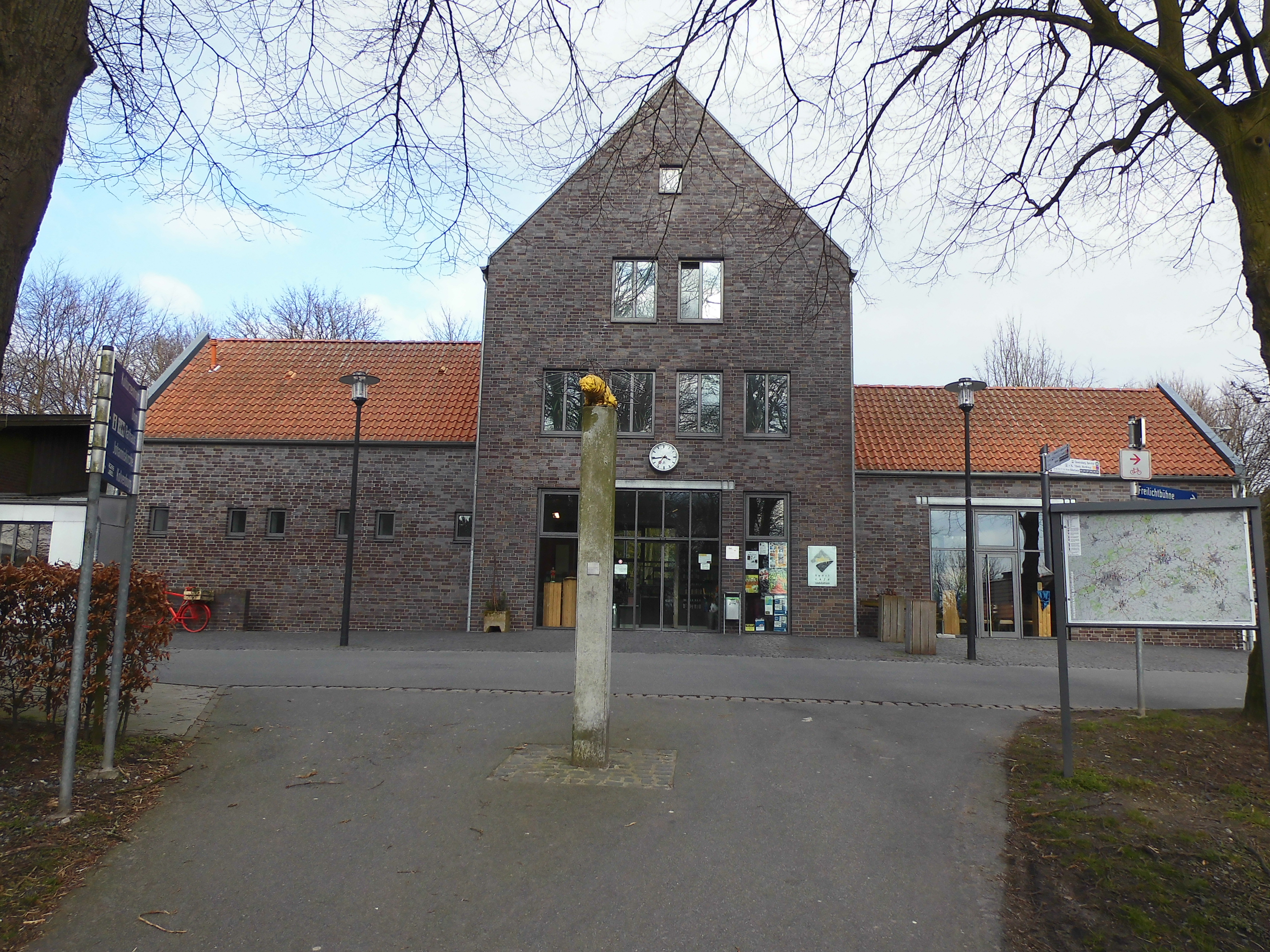
ビラーベック駅

### 交通
道路交通について、ビラーベックはアウトバーン43号線（ミュンスターからはノットゥルン・インターチェンジ経由、ヴッパータールからはデュルメン・インターチェンジ経由）、アウトバーン31号線（ゲッシャー・インターチェンジ、コーフェルト・インターチェンジ）、アウトバーン1号線（ミュンスター北インターチェンジからハーヴィクスベック経由）でアクセスできる。
ビラーベックは、バウムベルゲ鉄道とも呼ばれるミュンスター - コースフェルト線の沿線にある。改修された駅舎にはカルチャーカフェやサイクリングステーションがある。この駅では、RB 63の旅客列車が利用できる。
| 路線番号 | 行程 | 運行間隔                                                     |
| -------- | --- | ------------------------------------------------------------ |
| RB 63    | バウムベルゲ鉄道 コースフェルト（ヴェストファーレン） - コースフェルト・シュールツェントルム - ルートゥム（一部停車しない列車がある） - ビラーベック - ハーヴィクスベック - ミュンスター＝ロクセル - ミュンスター＝メクレンベック - ミュンスター（ヴェストファーレン）中央駅 （- ミュンスター・ツェントルム・ノルト （平日のみ）） 2023年12月の時刻表による。 | 60分 30分（コースフェルト - ミュンスター中央駅間の平日のみ） |

ルートゥムにも駅がある。
ビラーベックはミュンスターラント交通共同体に属している。2017年8月1日にヴェストファーレン運賃に移行した。

### 地元企業
ビラーベック最大の雇用主は、ヴォルフガング・ズヴェラックによって設立された Dr. ズヴェラック社で、400人を雇用している。この会社は、食品製造分野やスキンケア製品製造分野で活動している。中規模の金属加工業者の他に、多くの商業や手工業者およびサービス系企業が存在する。たとえば、美容院7軒、葬儀社3軒、マーケティング会社1軒、映画プロダクション1社などである。シュトルンプフ・ディルクスは、靴下の世界市場におけるリーダー的存在である。
ビラーベックは有名なレジャー地、巡礼地であり、このため観光業が重要な経済分野となっている。近郊地からのレジャー客、サイクリングのグループ、バス旅行客がビラーベックに購買力をもたらしている。

### 医療・救急
ビラーベックには病院がない。かつての病院は養護施設に転用されている。最寄りの救急病院は、コースフェルトの病院 (das Krankenhaus in Coesfeld) である。ただし市内に多くのクリニックや歯医者、婦人科治療医院1院が存在する。救急監視所はドイツ赤十字社 (DRK) コースフェルト郡支部によって運営されている（2019年現在）。ここでは24時間体制で救急車が待機している。2020年からはさらに日中に稼働する救急車両（12時間体制）が追加された。この他に DRK-ビラーベック e.V. はボランティアの初動システムを構築しており、消防団もそこに組み込まれている。さらにビラーベックには、NRW COE01 出動部隊がある。DRK ビラーベックは、活動グループの一部と DRK コースフェルト郡支部の情報通信グループに人員を派遣して、DRKの活動を支援している。

### メディア
ビラーベックでは、1874年に創刊されたビラーベッカー・アンツァイガーが刊行されている。この新聞は1972年からコースフェルトの J. フライシヒ出版に属している。

### 教育
ビラーベックには以下の学校がある。
- 基礎課程学校: カトリックのルドゲリ基礎課程学校（ヨハニス校舎、ルドゲリ校舎）
- アンネ＝フランク総合学校　ビラーベック・キャンパス

## 人物

### ゆかりの人物
- ヘルムート・ゴイキング（ドイツ語版、英語版）（1964年 - ）政治家。かつてビラーベック市議会議員を務めた。その後2019-2024年に欧州議会議員を務めた。
- ニールス・ゴイキング（ドイツ語版、英語版）（1992年 - ）かつてビラーベック市議会議員を務めた。その後2024年から欧州議会議員を務める。

## 関連図書
- Heinz Stoob, Wilfried Ehbrecht, ed (1999). Stadtmappe Billerbeck. Westfälischer Städteatlas; Band: VI. Dortmund-Altenbeken. ISBN 978-3-89115-145-7
- Peter Ilisch (1979), Zur Siedlungsgenese von Billerbeck, 129, pp. 9–56
- Peter Ilisch (1979), “Zum Erscheinungsbild münsterländischer Kirchhöfe vor 1800 – Das Beispiel St. Johann zu Billerbeck”, Geschichtsblätter des Kreises Coesfeld 4:  pp. 114–131
- Peter Ilisch (2003), “Die Vikarien zu Billerbeck”, Geschichtsblätter des Kreises Coesfeld 28:  pp. 1–25
- Peter Ilisch (2007), “Das jüdische Leben im Wigbold Billerbeck”, Geschichtsblätter des Kreises Coesfeld 32:  pp. 15–38
- Peter Ilisch (2010), Pastoren zu Zeiten des Fürstbistums Münster: Billerbeck und Darup als Beispiele, 35, pp. 41–94
- André Schnepper (2011). Prozesse der Machtergreifung in einer katholischen Kleinstadt: Das Beispiel Billerbeck. Geschichtsblätter des Kreises Coesfeld Beiheft 2011. Coesfeld
- Werner Freitag, Dörthe Gruttmann, Constanze Sieger, ed (2012). Geschichte der Stadt Billerbeck. Bielefeld
- Paul B. Steffen (2011), Kreisheimatverein Coesfeld, ed., “Pater Franz Vormann SVD (1868–1929) aus Billerbeck – Mitbegründer der katholischen Mission u. Kirche in Neuguinea”, Geschichtsblätter des Kreises Coesfeld 36:  pp. 105–119
- Paul B. Steffen (2013), “VORMANN, Franz SVD (1868–1929) Pioniermissionar in Neuguinea”, Biographisch-Bibliographisches Kirchenlexikon (34):  pp. 1474–1481